# KinKi Kids concert tour J
『KinKi Kids concert tour J』(キンキキッズ コンサートツアー ジェー)は、KinKi Kidsの14作目の映像作品、及び11作目のライブビデオ。2010年8月11日にジャニーズ・エンタテイメントから発売。

## 概要
- 11thアルバム『J album』を携え、2009年12月18日から2010年1月11日に行われたアルバムツアー『KinKi Kids concert tour J』から1月1日東京公演を収録[2]。
- 2010年にDVD2枚組で発売後、2012年にブルーレイ1枚組で発売された[3]。

## 仕様・特典
初回限定盤
- 光一の誕生日イベントを含むLIVE MCと、「J album」TV CM」(未公開CMの 2タイプを含む)を収録
- 三方背ケース入り
- 56Pブックレット

通常盤・Blu-ray盤
- DVD2枚組、Blu-ray1枚組（DVD2枚分の内容を、1枚に収録）
- 「J album」TV CM(未公開CMの 2タイプを含む)と、大橋ジャンクションにて行われた「J album」発売記念イベントLIVEを収録
- ポストカード1枚封入

## 収録曲

### DVD初回限定盤

#### Disc1
1. Secret Code
2. Destination
3. 銀色 暗号
4. Harmony of December
5. Night+Flight
6. (MC)
7. DANCE -blue J-
8. 宝石をちりばめて
9. walk on...
10. DANCE -J train-
11. 深紅の花
12. I will
13. Missing

#### Disc2
1. (MC)
2. つばさ -little wing-
3. 足音
4. INTER
5. 風のソネット
6. 硝子の少年
7. 愛されるより 愛したい
8. 雨のMelody
9. スワンソング

(ENCORE)
1. 愛について
2. 憂鬱と虹

(W ENCORE) 	
1. DISTANCE
2. あの娘はSo Fine

(SPECIAL REEL)
- J album TV CM -12types-

### DVD通常盤・Blu-ray盤
- Blu-ray盤は、DVD2枚分の内容を1枚に収録。

#### Disc1
1. Secret Code
2. Destination
3. 銀色 暗号
4. Harmony of December
5. Night+Flight
6. DANCE -blue J-
7. 宝石をちりばめて
8. walk on...
9. DANCE -J train-
10. 深紅の花
11. I will
12. Missing
13. つばさ -little wing-
14. 足音
15. INTER
16. 風のソネット
17. 硝子の少年
18. 愛されるより 愛したい
19. 雨のMelody
20. スワンソング

#### Disc2
(ENCORE)
1. 愛について
2. 憂鬱と虹

(W ENCORE)
1. DISTANCE
2. あの娘はSo Fine

(SPECIAL REEL)

J album発売記念イベント 2009.12.06@大橋ジャンクション
1. スワンソング
2. 宝石をちりばめて
3. 足音
4. つばさ -little wing-